# 破案神手
《破案神手》（日语：インハンド）是一部於2019年4月12日起，由日本TBS電視台於逢星期五22:00-22:54（日本時間）播出的電視連續劇，由山下智久主演。

## 劇情大綱
此劇講述專門研究寄生蟲的天才科學家－紐倉哲，是個有錢、傲慢、抖S卻又個性封閉的怪人，買下箱根一座植物園改建成巨大溫室當研究所兼住家，與各式各樣的動物一起生活。某天內閣官房科學醫療對策室的美人公務員－牧野巴找上他尋求協助幫助這次的案件，因而認識未來的得力助手急診室醫生－高家春馬．三人一起利用科學知識和人際關係解決各種醫療問題和棘手事件......

## 登場人物

### 主要人物
- 紐倉哲（山下智久飾；香港配音：梁偉德）

天才科學家、寄生蟲學者、幻肢痛患者。
- 高家春馬（濱田岳飾；香港配音：李致林）

前台田綜合醫院急診室醫生、紐倉哲的助手。
- 牧野巴（菜菜緒飾；香港配音：張頌欣）

前外務省官員、內閣官房科學醫療對策室官員。

### 內閣官房 科學醫療對策室
- 御子柴隼人（藤森慎吾飾；香港配音：黃啟昌）

內閣官房科學醫療對策室官員。
- 網野肇（光石研飾；香港配音：招世亮）

內閣官房科學醫療對策室室長。
- 熊谷美緒（高橋春織飾；香港配音：成瑤孆）

內閣官房科學醫療對策室官員。
- 城田幸雄（酒井貴浩飾；香港配音：李安邦）

內閣官房科學醫療對策室官員。

### 其它
- 山崎裕（田口智朗飾；香港配音：張錦江）

内閣官房副長官助理。
- 大谷透（松尾貴史飾；香港配音：張炳強）

内閣官房危機管理監督。
- 瀬川幹夫（利重剛飾；香港配音：朱子聰）

厚生勞動省醫政局局長。
- 陣内志保（菜葉菜飾；香港配音：謝潔貞）

義肢技師。
- 入谷廻（松下優也飾；香港配音：鍾見麟）

紐倉哲的前助手，克隆氏症、新型伊波拉病毒患者。
- 福山和成（時任三郎飾；香港配音：李錦綸）

紐倉哲CDC時代的前上司、未來基因公司CEO。
- 福山新太（磯村勇斗飾；香港配音：陳灝瑋）

福山和成的兒子、未來基因公司研究員。

### 各集人物及客串演員

#### 第1集
- 江里口新（風間杜夫飾；香港配音：盧國權）

查加斯病患者的父親。
- 倉井雄一（相島一之飾；香港配音：馮志輝）

厚生勞動省事務次官。
- 黒野秀之（正名僕蔵飾；香港配音：馮錦堂）

台田綜合醫院院長。

#### 第2集
- 金井涉（込江大牙飾；香港配音：黃昕瑜）

哈特蘭病毒超級傳播者。
- 木下昌一（阿部翔平飾；香港配音：周倚天）

瀧島綜合醫院傳染病中心醫師。
- 松田拓人（內村遙飾；香港配音：李鎮然）

金井涉的柔道館教練，哈特蘭病毒患者。

#### 第3集
- 瀬見真紀子 - 觀月亞里沙（香港配音：鄭麗麗）
瀬見美紀子的姊姊/紐倉哲大學時代的教授/Panacean Beauty CEO
- 瀬見美紀子 - 松本若菜（香港配音：詹健兒）
瀬見真紀子的妹妹/早衰症患者
- 小林千治 - 米本學仁（香港配音：劉奕希）
國際人體器官中介
- 小松理惠 - 梶原光（香港配音：黃昕瑜）
Panacean Beauty 職員
- 鈴木正吉 - 本宮泰風（香港配音：翟耀輝）
Panacean Beauty 副社長

#### 第4集
- 源田惠奈 - 吉川愛（幼少期：上村桂里奈）（香港配音：黃昕瑜）
源田創子的女兒/恐嚇信的主使者
- 緒田貴成 - 岐洲匠（幼少期：大江優成）（香港配音：李鎮然）
源田惠奈的童年玩伴/醫學生/玻那病毒患者
- 水原舞 - 益田惠梨菜（幼少期：髙畑美野）（香港配音：何寶珊）
水原順子的女兒/源田惠奈的童年玩伴/玻那病毒患者
- 菊池香織 - 河合優實（幼少期：姬嶋妃花）
源田惠奈的童年玩伴/玻那病毒患者
- 水原順子 - 岩橋道子（香港配音：曾佩儀）
水原舞的母親
- 源田創子 - 紫吹淳（香港配音：黃玉娟）
源田惠奈的母親/外務省事務次官
- 大島一茂 - 山本圭祐（香港配音：馮錦堂）
惠華醫科大學醫院的醫師
- 鍋島智樹 - 山中崇（香港配音：麥皓豐）
賽赫梅特製藥公司臨床開發實驗負責人

#### 第5集
- 卡洛維（唐·強生飾；香港配音：陳欣）

美國陸軍指揮官。
- 矢崎太一（本間剛飾；香港配音：蕭徽勇）

諮商心理師。

#### 第6集
- 野桐俊 - 清原翔（香港配音：曹啟謙）
野桐俊明的兒子/日本田徑10000公尺長跑選手/惡性淋巴瘤患者
- 野桐俊明 - 溫水洋一（香港配音：黃子敬）
野桐俊的父親
- 東野潔 - 石井正則（香港配音：蕭徽勇）
野桐俊的教練
- 深谷明人 - 信太昌之（香港配音：馮志輝）
深谷運動醫學診所院長
- 石井大裕 - 石井大裕
播報野桐俊最後一場比賽的體育台主播

#### 第7集
- 橘美香（吉澤梨里花飾；香港配音：成瑤孆）

橘賢一和牧野巴的女兒，橘將之的孫女，原發性免疫缺陷病患者。
- 橘賢一（永岡卓也飾；香港配音：蘇強文）

橘將之的兒子，橘美香的父親，牧野巴的亡夫。
- 橘將之（岡山一飾；香港配音：馮志輝）

橘賢一的父親，橘美香的祖父，橘研究所所長。

#### 第8集
- 園川務 - 柄本明（香港配音：林國雄）
KIGASHIMA企業集團會長/園川直繼的父親/都築歩夢的祖父
- 遠藤匡晃 - 要潤（香港配音：李凱傑）
紐倉的大學同學/經產省顧問
- 園川直繼 - 夙川與務（香港配音：雷霆）
園川務的獨生子/藝術家/都築潤子的前男友/都築歩夢的父親
- 都築歩夢 - 大平洋介（香港配音：魏惠娥）
都築潤子的兒子/園川直繼的兒子/園川務的孫子
- 都築潤子 - 智順（香港配音：陸惠玲）
都築歩夢的母親/園川直繼的前女友
- 國枝真治 - 阿南健治（香港配音：譚炳文）
民俗學教授

#### 第9集
- 高家良子 - 宮崎美子（香港配音：雷碧娜）
高家春馬的母親
- 小泉陽子 - 市毛良枝（香港配音：伍秀霞）
高家春馬的恩師/相羽村醫院前院長/難治性乳糜瀉患者
- 中村京子 - 安藤聖（香港配音：梁少霞）
台田綜合醫院醫師/高家春馬的協助者
- 金子盛夫 - 内場勝則（香港配音：葉振聲）
厚勞大臣/下任首相候選人
- 市原正幸 - 遠山俊也（香港配音：盧國權）
相羽村村長
- 柏木亮 - 夕輝壽太（香港配音：麥皓豐）
福山新太的研究夥伴

#### 第10集
- 杉山實喜男（中本賢飾；香港配音：馮志輝）

杉山美園的父親、新型伊波拉病毒患者。
- 杉山美園（石橋杏奈飾；香港配音：鄭麗麗）

杉山實喜男的女兒、棚橋弘樹的女友、高家春馬的幼年玩伴。
- 棚橋弘樹（平岡祐太飾；香港配音：李鎮然）

杉山美園的男友、高家春馬的幼年玩伴、福山新太的研究夥伴。
- 藤川慎一（田窪一世飾；香港配音：黃子敬）

相羽村醫院醫師、新型伊波拉病毒患者。
- 石川真唯子（阿南敦子飾；香港配音：伍秀霞）

相羽村醫院護士。
- 宮川敦（大森博史飾；香港配音：陳欣）

內閣官房長官。

#### 第11集（完結篇）
- 西由紀子（明星真由美飾；香港配音：袁淑珍）

昭榮記念醫院婦產科醫師。